# Zale lineosa
Zale lineosa là một loài bướm đêm trong họ Erebidae.